# Judería de Jaén

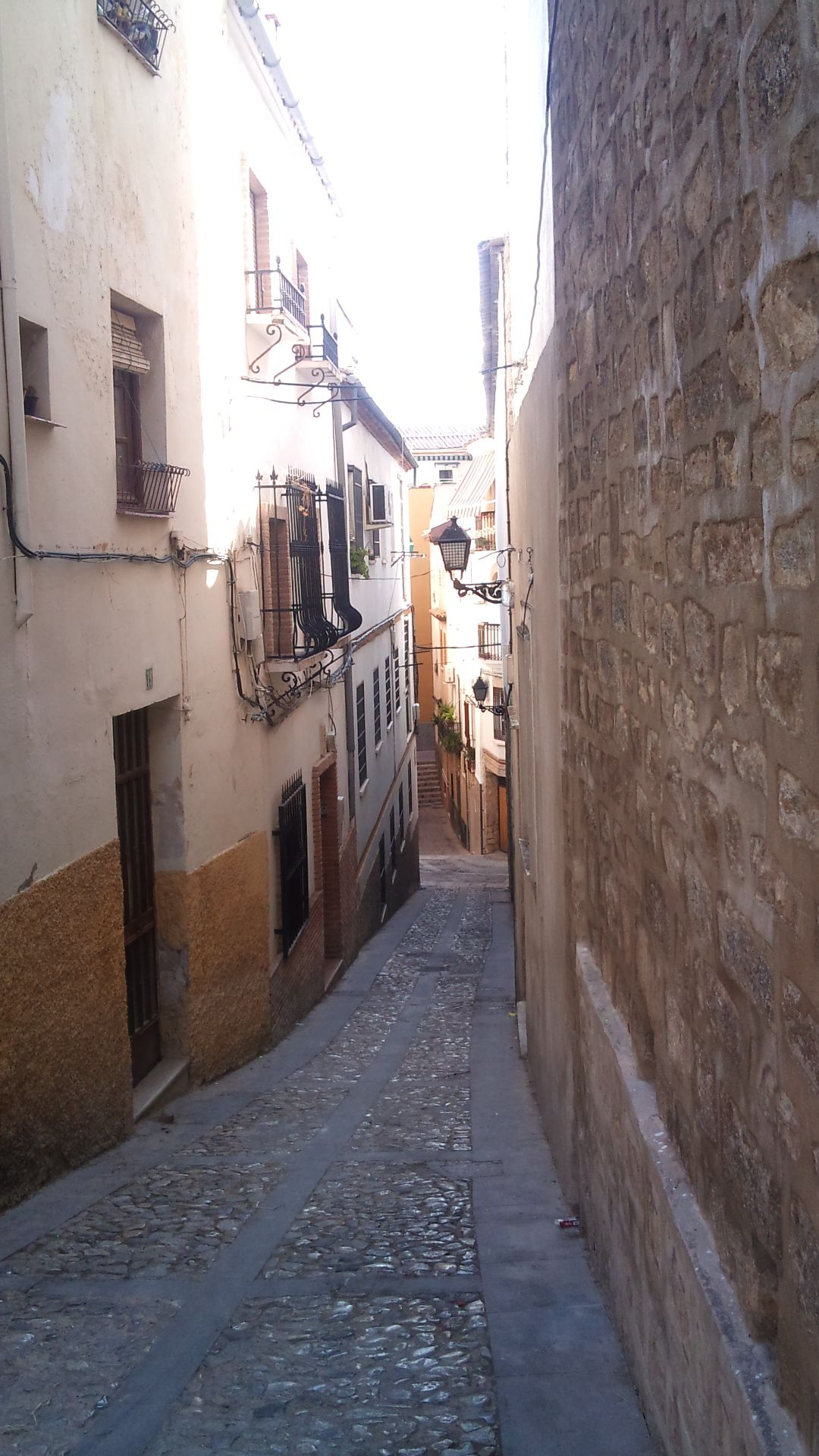
Calle de Santa Cruz, en el corazón de la Judería.

La judería de Jaén, o Barrio de Santa Cruz, es el sector del Conjunto Histórico de la ciudad de Jaén, España, declarado Bien de Interés Cultural, en el que durante la Edad Media habitaba la comunidad judía.
El barrio está compuesto por un entramado de calles del antiguo barrio judío, como son, el Callejón del Gato, la calle del Rostro, la calle Santa Cruz y la plaza de los Huérfanos, entre otras.

## Historia
La Judería de Jaén, también llamada Barrio de Santa Cruz, es un importante barrio de calles angostas, empinadas cuestas y magníficas muestras de la historia de la ciudad. El barrio creció durante los doce siglos de presencia hebrea en la ciudad, existiendo desde entonces numerosas noticias históricas, leyendas y tradiciones.
Aquí nació Hasday ibn Shaprut que fue el primer judeo-español que destacó en la historia de la península ibérica, puesto que fue un destacado cortesano de dos califas cordobeses, Abderramán III y Alhakén II. Con Hasday comenzó la conocida edad de oro de los judíos españoles y fue uno de los pilares fundamentales de la España de las Tres Culturas.
Actualmente el barrio se encuentra en proceso de recuperación, incorporándose la ciudad como miembro de pleno derecho de la Red de Juderías de España “Caminos de Sefarad” en el año 2005.

## Lugares destacados
- Iglesia de San Andrés, posible antigua sinagoga.[2]
- Palacio de Villardompardo, donde se encuentran los baños árabes, en su interior, que durante la segunda mitad del siglo XIII fueron utilizados por judíos y cristianos en días y horarios distintos.
- Casa de los Ibn Shaprut. Espacio donde según una leyenda local habitó una de las familias judías más importantes de la España medieval.
- Restos del Palacio de los Torres de Navarra, actual Centro de Promoción y Desarrollo Económico.[3]
- Carnicerias, bajo las cuales se encuentran los Baños del Naranjo, futura sede de la delegación en Andalucía de Casa Sefarad-Israel.[4]
- Menorá de la Plaza de los Huérfanos (Plaza Dr. Blanco Nájera). Monumento a los judíos expulsados de la ciudad y restos arqueológicos de la puerta de acceso de la antigua muralla al barrio judío, conocida con el nombre de "Puerta de Baeza".
- Real Monasterio de Santa Clara. Según tradición fundado por Fernando III "El Santo". Trasladado desde una zona extramuros al interior de la ciudad, a su ubicación actual, posiblemente en el siglo XV. Con el tiempo fue ocupando espacios de la primitiva judería e incorporó a su fábrica los terrenos de la primitiva iglesia de Santa Cruz, anteriormente sinagoga. Es tradición que las mujeres casaderas, antes de su boda, donen huevos a las religiosas en la creencia de que evitaran la lluvia en el día del enlace nupcial. Es visitable el patio de acceso al inmueble, de cierto sabor a hacienda rural.

## Personas ilustres
- Isaac ibn Ezrá. Padre del príncipe o nasi Hasday ibn Shaprut, era natural de Jaén. Costeó una sinagoga en su ciudad natal. Destacado mecenas de los artistas judíos locales, fue un hombre poderoso en su época y tuvo como secretario particular al célebre poeta hispano-judío Menahem ben Saruq, que posteriormente continuaría como secretario de su hijo Hasday.
- Hasday ibn Shaprut, célebre cortesano en el califato, mecenas de la cultura judía, médico, galeno y Príncipe de los Judíos de al-Ándalus, entre otros destacados cargos.
- Yosef Ben Yustu, natural de Jaén. Nacido en el siglo XII, fue discípulo de Isaac Al-Fasí. Después de la muerte de su maestro parece que vivió algún tiempo en el norte de África.
- Yaacob Al Yayaní. Oriundo de Jaén. Nacido en el siglo XIII, amigo del poeta Abraham Ben Sosan y del también poeta Todros Ben Yehudá Leví Abulafia. Autor del libro "Comentario al Libro de Job".
- Rabí Zulema Aben Nahamías, primer almojarife de la ciudad de Jaén tras la conquista castellana en la primavera de 1246. Fue nombrado por Fernando III. El rey, en el repartimento de la ciudad, antes de tomar posesión de la misma, donó unas casas propiedad de este rabino a la Orden de Santiago.
- Alonso de Escalante, el primer judío quemado en América. Natural de Jaén, ejerció como escribano público en Bayamo (Cuba), de donde pasó a la ciudad de Santiago de Cuba con el cargo de "fundidor de oro". En 1517 fue detenido y enviado a Sevilla donde fue procesado como hereje por la Santa Inquisición y condenado a la hoguera en el Auto de Fe de 1523.
- Capitán Diego de Palomino. Natural de Jaén y descendiente de judeoconversos, fue fundador de la ciudad de Jaén de Bracamoros, en Perú.